# Konklave 1644

Sedis vacantia

Das Konklave 1644 war eine Wahlversammlung der Kardinäle zur Wahl des Nachfolgers von Papst Urban VIII. und fand vom 9. August bis zum 15. September 1644 statt. Es wählte Giovanni Battista Pamphilj zum Papst, der den Namen Innozenz X. annahm.

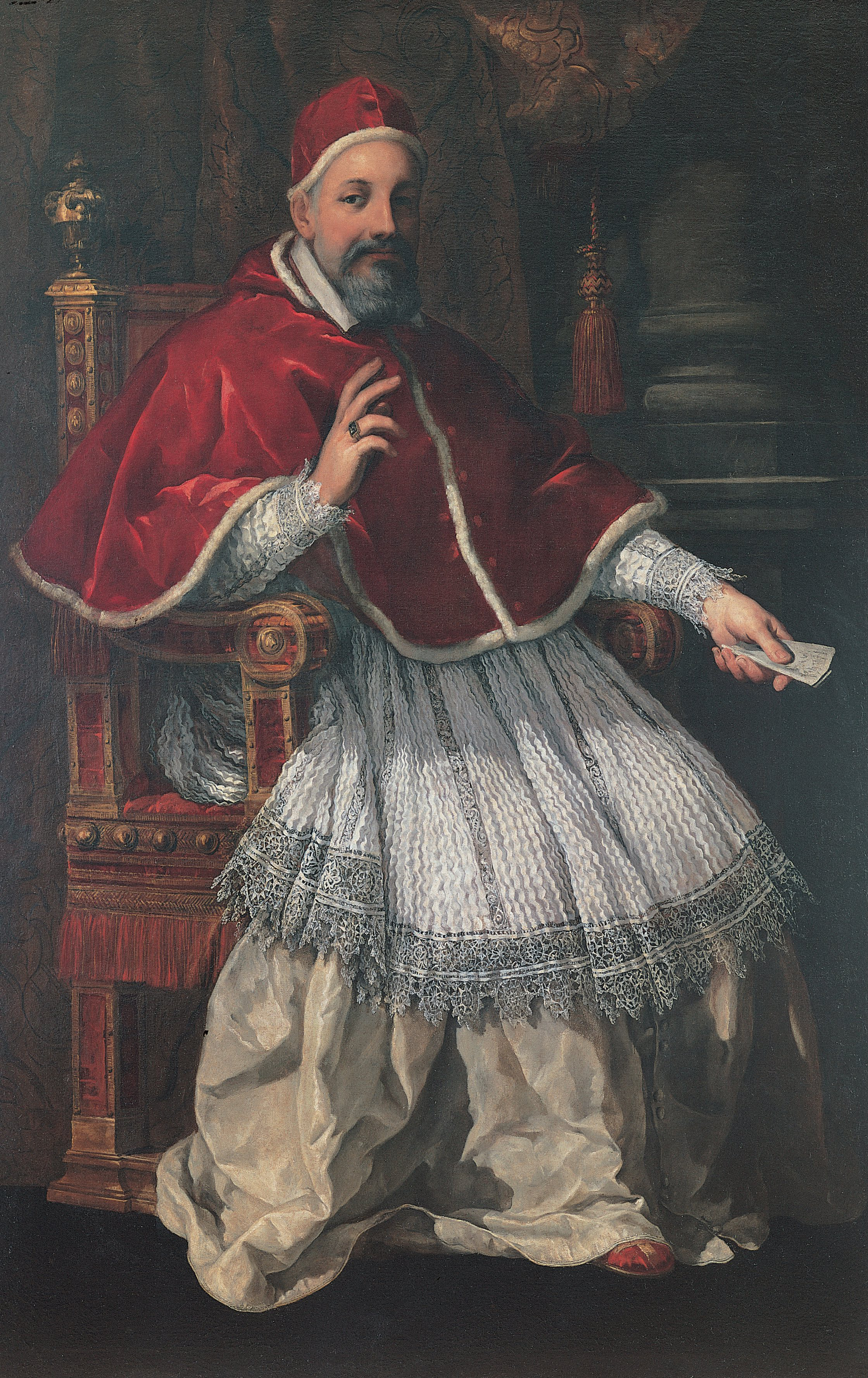
Papst Urban VIII.

## Geschichte

### Einfluss Urbans VIII.
Das Pontifikat Urbans VIII., welches die Castro-Kriege beinhaltete, war für Rom finanziell sehr schwierig gewesen. Zudem war die Situation durch den Konflikt zwischen Frankreich und Spanien um die Vorherrschaft in der Kirche sowie durch den Dreißigjährigen Krieg generell angespannt, weshalb man einen Kompromisskandidaten suchte, der Ruhe und Stabilität in die Kirche bringen könnte.
Durch Urbans VIII. Vetternwirtschaft waren mehrere Familienmitglieder – u. a. Francesco Barberini und Antonio Barberini – in der Kurie, die daran interessiert waren, Macht und Wohlstand zu behalten, welche durch das Pontifikat gekommen waren.

### Teilung des Konklaves
Da Urban VIII. sehr frankophil war, war die Stimmung im Konklave von Anfang an auf Seiten der Spanier. Während sich Francesco zu den Spaniern gesellte, stellte sich Antonio auf Seite der Franzosen mit Kardinal Mazarin.
So kam es dazu, dass sich die Brüder, statt zu kooperieren, gegeneinander stellten und das Konklave teilten. Antonio schickte Giulio Cesare Sacchetti als Kandidat, der kaum Erfolg hatte. Francesco nominierte Giovanni Battista Pamphili mit ähnlichem Ausgang.
Es kam zum Patt, da die Brüder versuchten, gegeneinander zu gewinnen. Antonio versuchte mit allen möglichen Mitteln, die spanischen Kardinäle zum Umlenken zu bewegen und für Sacchetti zu stimmen und bot ihnen neben Geld und Land auch Ämter an. Es kam schon fast zur Einigung durch den französischen Gesandten, doch dieser versuchte weitere Vorteile aus den Geschäften zu ziehen. So verlangte er 20.000 Dublonen als Vermittlungsgebühr, worauf Antonio wütend ablehnte.

### Wahl Pamphilis
So kam es dazu, dass der Kandidat der Spanier Giovanni Battista Pamphili gewählt wurde. Dafür bekam die Familie Barberini den Schutz von König Philipp IV. von Spanien zugesagt.

## Teilnehmer
- Marcello Lante della Rovere, Kardinaldekan
- Pier Paolo Crescenzi, Kardinalsubdekan
- Giambattista Pamphili (wurde im Konklave zum Papst Innozenz X. gewählt)
- Francesco Cennini de’ Salamandri
- Guido Bentivoglio d'Aragona (starb am 7. September während des Konklaves)
- Giulio Roma
- Luigi Capponi
- Gaspar de Borja y Velasco
- Alfonso de la Cueva-Benavides y Mendoza-Carrillo
- Antonio Marcello Barberini (Bruder von Papst Urban VIII.)
- Ernst Adalbert von Harrach
- Bernardino Spada
- Federico Baldissera Bartolomeo Cornaro
- Giulio Cesare Sacchetti
- Giandomenico Spinola
- Gil Carrillo de Albornoz
- Alphonse-Louis du Plessis de Richelieu
- Giovanni Battista Maria Pallotta
- Ciriaco Rocci
- Cesare Monti
- Francesco Maria Brancaccio
- Alessandro Bichi
- Ulderico Carpegna
- Stefano Durazzo
- Marcantonio Franciotti
- Francesco Maria Machiavelli
- Ascanio Filomarino
- Marco Antonio Bragadin
- Pier Donato Cesi
- Girolamo Verospi
- Vincenzo Maculani
- Francesco Peretti di Montalto
- Giovanni Giacomo Panciroli
- Fausto Poli
- Lelio Falconieri
- Gaspare Mattei (verließ das Konklave wegen Krankheit)
- Cesare Facchinetti
- Girolamo Grimaldi-Cavalleroni
- Carlo Rossetti
- Giovanni Battista Altieri der Ältere
- Mario Theodoli
- Francesco Angelo Rapaccioli
- Francesco Adriano Ceva
- Angelo Giori
- Juan de Lugo y de Quiroga
- Carlo di Ferdinando de’ Medici
- Francesco Barberini (Kardinalnepot von Papst Urban VIII.)
- Marzio Ginetti
- Antonio Barberini (Kardinalnepot von Papst Urban VIII.)
- Girolamo Colonna
- Giangiacomo Teodoro Trivulzio
- Giulio Gabrielli (verließ das Konklave wegen Krankheit)
- Rinaldo d’Este
- Vincenzo Costaguti
- Giovanni Stefano Donghi
- Paolo Emilio Rondinini
- Achille d’Estampes de Valençay

### Abwesende Kardinäle
- François de La Rochefoucald
- Baltasar Moscoso y Sandoval
- Agustín Spínola Basadone
- Jules Raymond Mazarin
- Virginio Orsini